# Aethomys nyikae
Aethomys nyikae és una espècie de mamífer rosegador de la família dels múrids. Són rosegadors de mitjanes dimensions, amb una llargada de cap a gropa de 148 a 196 mm i amb una cua de 124 a 151 mm. Es troba a Angola, Malawi i Zàmbia, i potser també a la República Democràtica del Congo. El seu hàbitat natural són boscos tropicals secs.